# Neodrepanis
Neodrepanis – rodzaj ptaków z rodziny brodawników (Philepittidae).

## Zasięg występowania
Rodzaj obejmuje gatunki występujące endemicznie na Madagaskarze.

## Morfologia
Długość ciała 9–10,5 cm.

## Systematyka

### Etymologia
Neodrepanis: gr. νεος neos „nowy, nieznany”; δρεπανη drepanē, δρεπανης drepanēs „bułat”.

### Podział systematyczny
Do rodzaju należą następujące gatunki:
- Neodrepanis coruscans Sharpe, 1875 – gołoliczka długodzioba
- Neodrepanis hypoxantha Salomonsen, 1933 – gołoliczka krótkodzioba